# Kodansha
A Kodansha (株式会社講談社; Kabusiki-gaisa Kódansa; Hepburn: Kabushiki-gaisha Kōdansha; angolul Kodansha Limited) a legnagyobb japán könyvkiadó-vállalat. Székhelye Tokió Bunkjó negyedében van. A Kodansha adja ki a Nakajosi, az Afternoon, a Súkan Sónen Magazine mangamagazinokat, illetve a Gunzó irodalmi magazint és a Súkan Gendai hetilapot, továbbá a Nihongo Daidzsiten nagyszótárt.

## Története
A Kodanshát, mint a Dai-Nippon Júbenkai (Nagy-Japán Szónoki Társasága) kiadóját Noma Szeidzsi alapította 1909-ben. Első kiadványa a Júben („szónoklat”) nevű irodalmi magazin volt. A Kodansha nevet (a Kódan Club, a társaság által a múltban kiadott magazin neve alapján) először 1911-ben használták, amikor a kiadó formálisan is összeolvadt a Dai-Nippon Júbenkaijal. A vállalat jelenlegi teljes nevét 1958 óta használják. Mottója "Omosirokute tame ni naru" (Érdekesnek  és hasznosnak lenni).
A cég leányvállalata az Otova-csoport; ez kezeli a King Records-ot és a Kóbunsa kiadót, illetve a Nikkan Gendai napi bulvárlapot. 
A Kodansha Japán legnagyobb kiadója, és egy alkalommal az éves bevétel meghaladta a 200 milliárd jent is. Azonban a közelmúltbeli japán recesszió, illetve ezzel összekapcsolódva a kiadás visszahúzódása következtében a bevételek csökkentek, és a 2002-es üzleti évben, a II. világháború óta először a vállalat veszteséggel zárt. Legfőbb versenytársa, a második legnagyobb kiadó, a Sógakukan is egyre inkább szorongatja – a 2003-as üzleti évben a Kodansha bevétele 167 milliárd jen volt, míg a Sógakugané „csak” 17 milliárddal kevesebb, 150 milliárd jen; a különbség korábban volt már 50 milliárd jennyi is.
A Kodansha évente adományozza a megbecsült Kodansha Manga Díjat, jelenlegi formájában 1977 óta (más neveken 1960 óta).
1994-ben megkapta a Japán Alapítvány különdíját.

## Mangakiadványok
- tizenéves lányoknak (sódzso): Dessert, Nakajosi, Besszacu Friend, Juliet
- tizenéves fiúknak (sónen): Havi Sónen Magazin, Havi Sónen Sirius, Magazine SPECIAL, Súkan Sónen Magazine
- fiatal nőknek (dzsoszei):  Be・Love, Kiss, Be・Love Parfait, One More Kiss
- fiatal férfiaknak (szeinen): Afternoon, Evening, Magazine Z, Weekly Morning, Young Magazine, Afternoon Season Zokan, Young Magazine Uppers

## Külső hivatkozások
- (angol) KodanClub - A Kodansha mangainformációs oldala
- (angol) Kodansha International
- (japán) a Kodansha japán oldala